# Hannu Niskanen
Hannu Kuisma Kullervo Niskanen, född 18 augusti 1952 i Helsingfors, är präst i Evangelisk-lutherska kyrkan i Finland och var fältbiskop i Finlands försvarsmakt åren 1995–2012.
Till sin utbildning är Niskanen teologie licentiat, vilket han blev år 1987. Niskanen är prästvigd år 1976 och har före sin tid som fältbiskop bland annat verkat som kyrkoherde i Pertunmaa och Heinola.
Hösten 2008 var Hannu Niskanen uppställd i biskopsvalet till Sankt Michels stift och kom till andra omgången. Han förlorade dock mot Seppo Häkkinen som vann över Niskanen med knapp majoritet.